# صموئيل فريمان
صموئيل فريمان هو سياسي كندي، ولد في 2 أبريل 1824، وتوفي في 1 أبريل 1902. حزبياً، نشط في الحزب الليبرالي في نوفا سكوشا ‏. وقد انتخب عضو مجلس نواب نوفا سكوتيا.